# تام باتلر (بازیکن فوتبال)
تام باتلر (انگلیسی: Tom Butler; – ۱۱ نوامبر ۱۹۲۳) بازیکن فوتبال اهل پادشاهی متحد بریتانیای کبیر و ایرلند بود.
از باشگاه‌هایی که در آن بازی کرده‌است می‌توان به باشگاه فوتبال پورت ویل، باشگاه فوتبال والسال، و باشگاه فوتبال دارلاستون اشاره کرد.